# Takuya Suzumura
Takuya Suzumura (Nagoya, 13 settembre 1978) è un ex calciatore ed ex giocatore di calcio a 5 giapponese, di ruolo centrocampista.

## Carriera

### Calcio
Ha debuttato nella massima serie calcistica giapponese, la J. League, nel 1997 con il Vissel Kobe, disputando in tutto sei partite.

### Calcio a 5

#### Club
Dopo aver fatto parte della squadra campione del Kansai, il "Mag's Futsal Club" di Osaka, nel 2005 fu acquistato dal Bargas, militante nel girone C della seconda serie spagnola; secondo la stampa specializzata fece "un impressionante debutto in Europa, aprendo nuove "porte di mercato" per altri giocatori asiatici in futuro". Nel 2005 rinnovò il contratto con il Bargas per altri due anni..

#### Nazionale
Con la nazionale giapponese di calcio a 5 ha disputato l'AFC Futsal Championship 2002: con la sua nazionale si laureò vicecampione d'Asia, perdendo la finale contro l'Iran.
Con la nazionale giapponese di calcio a 5 ha disputato l'AFC Futsal Championship 2003: con la sua nazionale si riconfermò vicecampione d'Asia, perdendo ancora una volta la finale contro l'Iran.
Nel 2004 ha disputato l'AFC Futsal Championship 2004: con la sua nazionale si riconfermò vicecampione d'Asia, perdendo ancora una volta la finale contro l'Iran.
È stato poi convocato per i mondiali di calcio a 5 2004, in cui la sua nazionale fu eliminata nella fase a gironi.
Nel 2005 è stato convocato nella nazionale di calcio a 5 del Giappone per disputare l'AFC Futsal Championship 2005: con la sua nazionale si laureò vicecampione d'Asia, perdendo la finale contro l'Iran.
Nel 2006 vinse, sempre con la nazionale di calcio a 5 giapponese, l'AFC Futsal Championship 2006, segnando un gol nella finale vinta 5-1 contro l'Uzbekistan.
Nel 2007 fu convocato per l'AFC Futsal Championship 2007, dove con la nazionale nipponica arrivò in finale, persa per 4-1 contro l'Iran.
Nel 2008 fu convocato per l'AFC Futsal Championship 2008, dove con la nazionale nipponica fu eliminato in semifinale dall'Iran, ma riuscì comunque a vincere la finalina per il terzo posto contro la Cina per 5-3.